# Zehnkampf-Länderkampf der Männer 1968 BR Deutschland – Frankreich – Schweiz
| 13. Leichtathletik-Länderkampf mit bundesdeutscher Beteiligung 1968   | 13. Leichtathletik-Länderkampf mit bundesdeutscher Beteiligung 1968 |
| --------------------------------------------------------------------- | ------------------------------------------------------------------- |
|                                                                       |                                                                     |
| Zehnkampf-Vergleich der Männer; BR Deutschland – Frankreich – Schweiz |                                                                     |
| Austragungsort                                                        | Baden-Baden                                                         |
| Wettbewerbe                                                           | 1                                                                   |
| Datum                                                                 | 28./29. September                                                   |
| 1. FRG 2. FRA 3. SUI                                                  | 66 Punkte 32 Punkte 23 Punkte                                       |
| Chronik                                                               |                                                                     |
| ← FRG-Skandinavien (F)                                                | erster LK 1969:00 GBR-FRG Geher (M) →                               |

Der dreizehnte und letzte Vergleich des Länderkampfjahres 1968 war wieder eine Begegnung der bundesdeutschen Männer mit Frankreich und der Schweiz. Am 22. Juni waren in Straßburg die Geher dieser drei Länder aufeinander getroffen. Nun trugen die Zehnkämpfer ihren bereits fünften Länderkampf dieser Form aus, der am 28./29. September in Baden-Baden stattfand. Die bundesdeutschen Sportler hatten alle diese Zehnkampf-Begegnungen zuvor für sich entschieden.

## Wettbewerbe und Modus
Jede Nation bestand aus sechs Zehnkämpfern, von denen die fünf Besten mit folgender Punkteverteilung gewertet wurden:

1. Platz: 16 P / 2. Pl.: 14 P / 3. Pl.: 13 P / 4. Pl.: 12 P / …

## Ergebnis
Wie so oft traten die bundesdeutschen Zehnkämpfer nicht in Bestbesetzung an. Sie belegten die Ränge eins bis fünf und dominierten diese Begegnung damit maximal. Mit dem Höchstwert von 66 Punkten behielten sie auch im sechsten Aufeinandertreffen dieser drei Zehnkampfteams die Oberhand. Die zweitplatzierten Franzosen kamen auf 32 Punkte. Die Schweiz belegte mit 23 Punkten den dritten Rang.

## Resultat
| Platz | Name                  | Nation | Punkte | 100 m  | Weit- sprung | Kugel- stoßen | Hoch- sprung | 400 m  | 110 m Hürden | Diskus- wurf | Stabhoch- sprung | Speer- wurf | 1500 m     |
| ----- | --------------------- | ------ | ------ | ------ | ------------ | ------------- | ------------ | ------ | ------------ | ------------ | ---------------- | ----------- | ---------- |
| 01    | Erich Klamma          | FRG    | 7214   | 10,9 s | 6,88 m       | 13,75 m       | 1,80 m       | 51,5 s | 15,2 s       | 39,20 m      | 3,90 m           | 54,24 m     | 4:45,4 min |
| 02    | Jürgen Poelke         | FRG    | 7145   | 11,5 s | 6,71 m       | 12,56 m       | 1,83 m       | 51,5 s | 15,5 s       | 39,02 m      | 4,10 m           | 62,56 m     | 4:39,2 min |
| 03    | Hans Nerlich          | FRG    | 7144   | 10,9 s | 6,70 m       | 13,11 m       | 1,75 m       | 49,2 s | 14,9 s       | 36,48 m      | 4,00 m           | 54,84 m     | 4:55,2 min |
| 04    | Heiner Romberg        | FRG    | 7058   | 11,0 s | 6,71 m       | 14,33 m       | 1,75 m       | 49,4 s | 15,2 s       | 41,62 m      | 3,50 m           | 48,66 m     | 4:52,6 min |
| 05    | Herbert Swoboda       | FRG    | 6989   | 10,9 s | 7,07 m       | 12,96 m       | 1,74 m       | 50,8 s | 15,8 s       | 36,68 m      | 3,60 m           | 53,44 m     | 4:44,5 min |
| 06    | Otto Muff             | SUI    | 6933   | 11,5 s | 6,76 m       | 12,73 m       | 1,83 m       | 51,7 s | 16,0 s       | 38,46 m      | 3,90 m           | 50,00 m     | 4:32,3 min |
| 07    | Antoine Meyer         | FRA    | 6886   | 10,9 s | 7,21 m       | 11,69 m       | 1,83 m       | 50,9 s | 15,5 s       | 36,20 m      | 3,40 m           | 51,26 m     | 4:53,5 min |
| 08    | Jean-Pierre Duclos    | FRA    | 6805   | 11,2 s | 6,61 m       | 13,18 m       | 1,70 m       | 51,8 s | 15,6 s       | 40,04 m      | 4,10 m           | 49,58 m     | 5:04,0 min |
| 09    | Wilhelm Mach          | FRG    | 6673   | 11,1 s | 6,79 m       | 12,19 m       | 1,65 m       | 50,6 s | 16,6 s       | 32,32 m      | 3,80 m           | 57,08 m     | 4:46,2 min |
| 10    | Robert Kozma          | FRA    | 6658   | 11,2 s | 6,17 m       | 13,23 m       | 1,55 m       | 50,8 s | 15,6 s       | 42,10 m      | 3,80 m           | 42,10 m     | 4:31,8 min |
| 11    | Guido Ciceri          | SUI    | 6631   | 11,2 s | 6,23 m       | 13,31 m       | 1,80 m       | 50,8 s | 15,6 s       | 38,00 m      | 4,00 m           | 39,20 m     | 5:04,0 min |
| 12    | Pierre Drean          | FRA    | 6627   | 11,1 s | 5,99 m       | 13,64 m       | 1,80 m       | 52,0 s | 15,1 s       | 39,78 m      | 3,50 m           | 50,34 m     | 5:18,6 min |
| 13    | Kurt Altherr          | SUI    | 6619   | 11,4 s | 6,25 m       | 13,21 m       | 1,70 m       | 52,5 s | 17,2 s       | 42,22 m      | 3,80 m           | 57,61 m     | 4:52,2 min |
| 14    | Jean-Pierre Jeanneret | FRA    | 6582   | 11,0 s | 6,60 m       | 12,96 m       | 1,90 m       | 56,1 s | 15,5 s       | 42,22 m      | 3,50 m           | 48,20 m     | 5:29,2 min |
| 15    | Rolf Ehrbar           | SUI    | 6570   | 11,5 s | 6,42 m       | 12,23 m       | 1,70 m       | 51,7 s | 16,8 s       | 37,48 m      | 3,80 m           | 58,76 m     | 4:54,2 min |
| 16    | Ernst Strähl          | SUI    | 6513   | 11,5 s | 6,56 m       | 12,82 m       | 1,80 m       | 52,0 s | 15,3 s       | 38,14 m      | 3,50 m           | 43,76 m     | 5:08,7 min |
| 17    | Edgar Känzig          | SUI    | 6300   | 11,6 s | 6,56 m       | 12,49 m       | 1,70 m       | 53,0 s | 15,8 s       | 35,76 m      | 3,80 m           | 37,24 m     | 4:54,5 min |
| 18    | Emerius Villeroy      | FRA    | 6105   | 11,3 s | 6,56 m       | 12,72 m       | 1,70 m       | 56,1 s | 15,9 s       | 36,16 m      | 3,50 m           | 43,84 m     | 5:29,2 min |